# Piratas de Madrid
I Piratas de Madrid, anche conosciuti come Piratas Béisbol Club, sono stati una squadra di baseball spagnola avente sede a Madrid.

## Storia
Fu una delle migliori formazioni europee negli anni sessanta. Nel 1963 arrivò in finale del campionato spagnolo: perse 2-0 dal Real Madrid, ma, in seguito allo scioglimento di questa compagine, i Piratas parteciparono alla seconda edizione della Coppa Campioni e la vinsero battendo in finale il Nettuno.
Divennero campioni di Spagna nel 1966 e nel 1967 trionfarono sia in campionato sia in Coppa Campioni; nell'edizione 1968 della competizione continentale, invece, si arresero in finale al Picadero Damm, squadra che avevano battuto all'ultimo atto del precedente campionato.
Negli anni seguenti i Piratas furono vicecampioni nazionali nel 1977, alle spalle del Cataluña B. C., ed ottennero l'ultimo titolo spagnolo nel 1981, quando finirono primi in classifica davanti al C.D.A. Irabia.

## Palmarès
- Campionati spagnoli: 3

1966, 1967, 1981
- Coppe dei Campioni: 2

1964, 1967